# Eucynortella sexpunctata
Eucynortella sexpunctata is een hooiwagen uit de familie Cosmetidae.